# Como las hormigas
Como las hormigas (título original: Come le Formiche) es una película italiana de comedia de 2007, dirigida por Ilaria Borrelli, que a su vez la escribió, musicalizada por Guido Freddi, en la fotografía estuvo Paolo Ferrari y los protagonistas son Galatea Ranzi, F. Murray Abraham y Enrico Lo Verso, entre otros. El filme fue producido por Ministero per i Beni e le Attività Culturali (MiBAC), Umbria Film Commission y Dolce Vita Productions; se estrenó el 22 de julio de 2007.

## Sinopsis
Una familia de enólogos trata de volver a crear "Rubro", un vino único que sus antecesores elaboraban mediante una receta que solo ellos conocían, las cosas salen bien y alcanzan el éxito.